# Departamento de Cachi

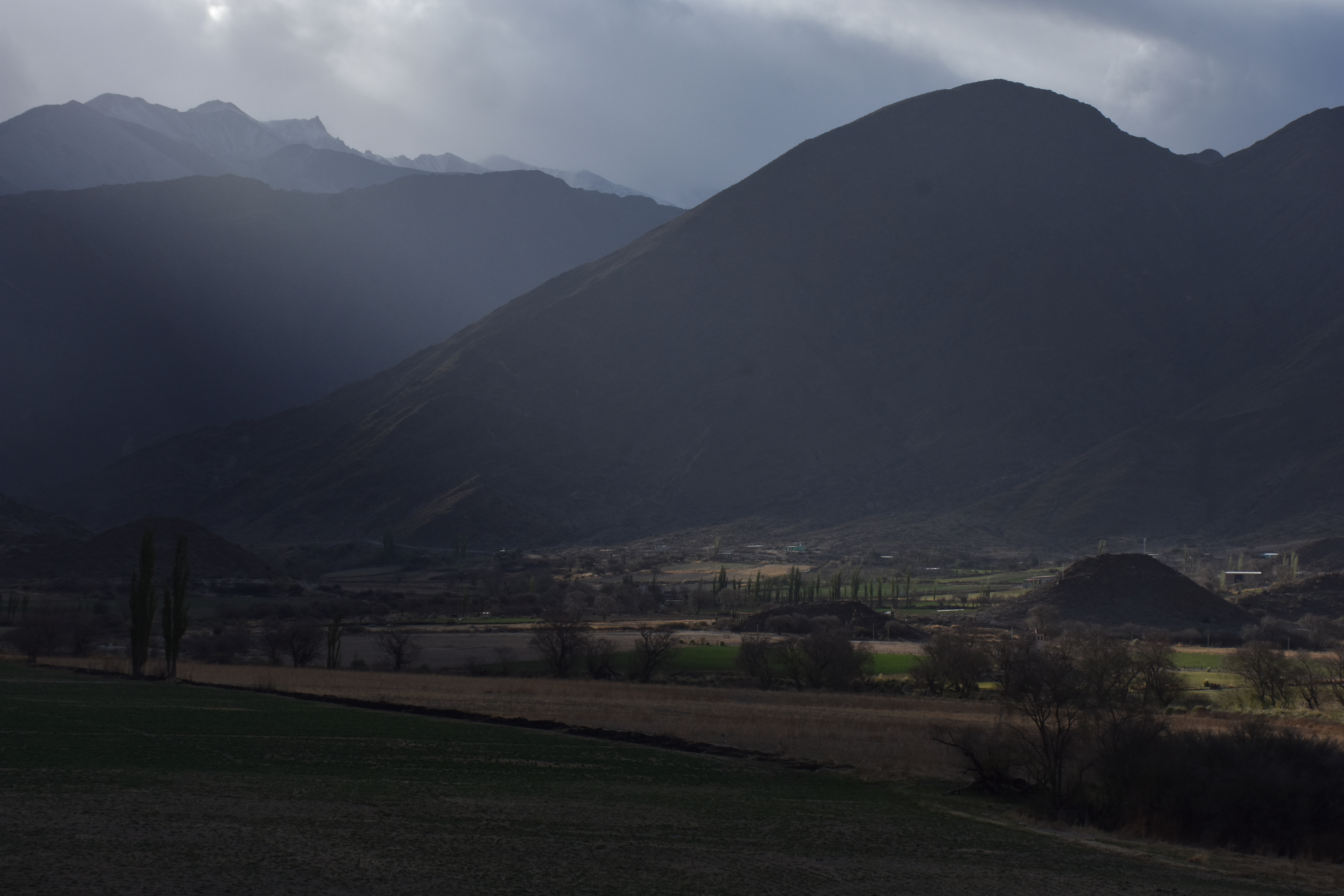
Una de las rutas de acceso al Nevado de Cachi.

El departamento de Cachi es un departamento en la provincia de Salta (Argentina).

## Población
Contó con 7315 habitantes (Indec, 2010), lo que representó un incremento del 0.48 % frente a los 7280 habitantes (Indec, 2001) del censo anterior.
Para el censo 2022 el departamento registró 8.948 habitantes. Esto representó un aumento en la cantidad de personas del 22.3% y un leve incremento de la densidad poblacional respecto del censo anterior que era de 3,06.
| Gráfica de evolución demográfica de Departamento de Cachi entre 1991 y 2022 |
|                                                                             |
| Fuente: censos nacionales del INDEC                                         |

## Localidades y parajes
- Cachi
- Payogasta
- El Vallecito
- Escalchi
- San José de Escalchi
- Cachi Adentro
- La Paya

## Actividades económicas
Dentro de las actividades del sector primario, en el departamento se cultivan hortalizas, aromáticas, porotos, pimientos rojos, alfalfa, uvas para la producción de vinos y nogales. En pequeña escala se crían vacunos y caprinos. 
La prestación de servicios turísticos es una actividad económica importante en el departamento. La localidad de Cachi es el segundo destino turístico de la provincia de Salta, luego de Cafayate.

## Sismicidad
La sismicidad del área de Salta es frecuente y de intensidad baja, y un silencio sísmico de terremotos medios a graves cada 40 años.
- Sismo de 1930: aunque dicha actividad geológica catastrófica, ocurre desde épocas prehistóricas, el terremoto del 24 de diciembre de 1930 (94 años),[7] señaló un hito importante dentro de la historia de eventos sísmicos jujeños, con 6,4 Richter. Pero nada cambió extremando cuidados o restringiendo códigos de construcción.[6]
- Sismo de 1948: el 25 de agosto de 1948 (76 años) con 7,0 Richter, el cual destruyó edificaciones y abrió numerosas grietas en inmensas zonas[7][6]
- Sismo de 2010: el 27 de febrero de 2010 (15 años) con 6,1 Richter